# Subulella elegans
Subulella elegans is een naaldkreeftjessoort uit de familie van de Colletteidae. De wetenschappelijke naam van de soort is voor het eerst geldig gepubliceerd in 1989 door Kudinova-Pasternak.